# Ulrikagatan

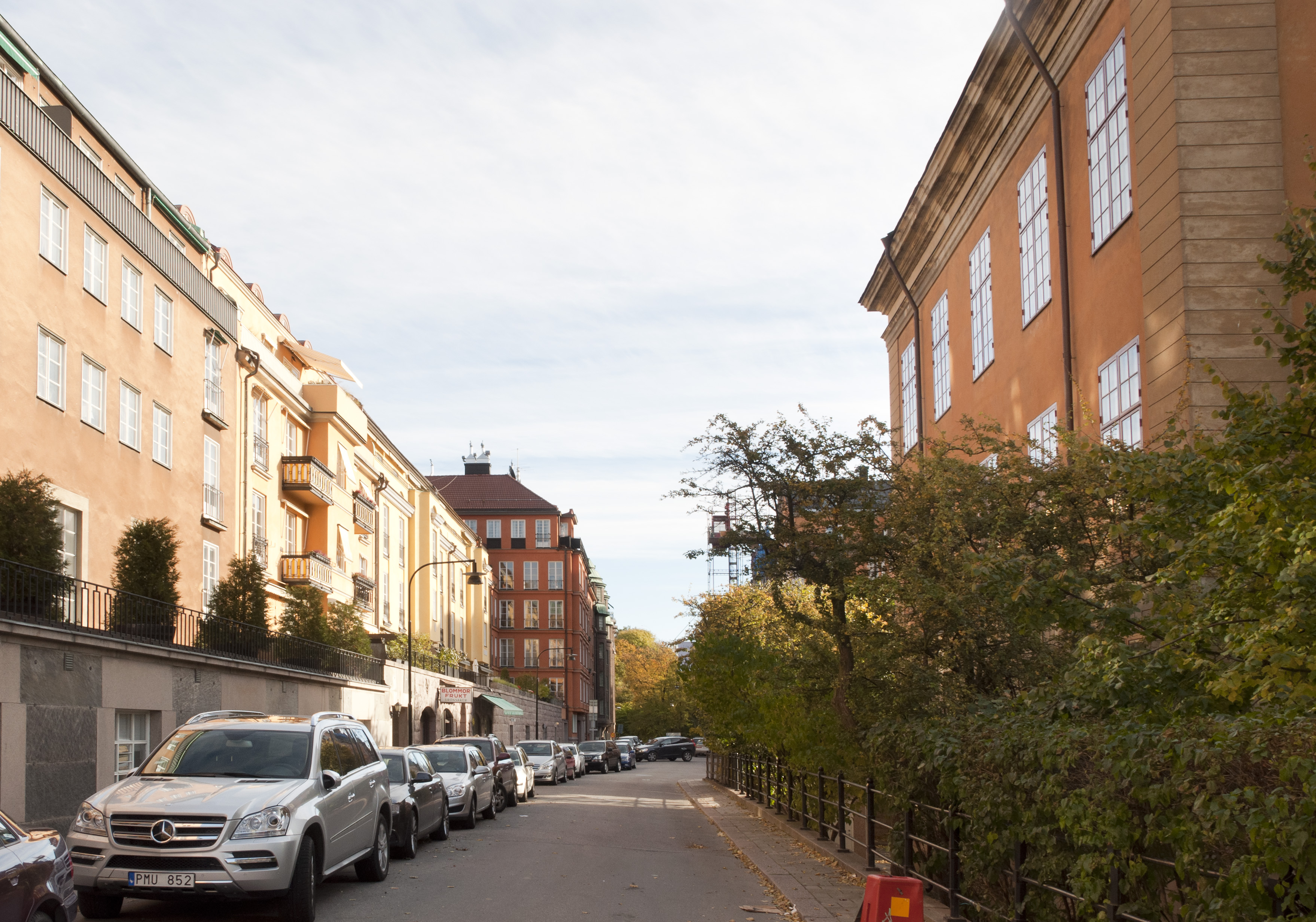
Ulrikagatan, söderut 2010. Byggnaden till höger är Fredrikshovs slott.

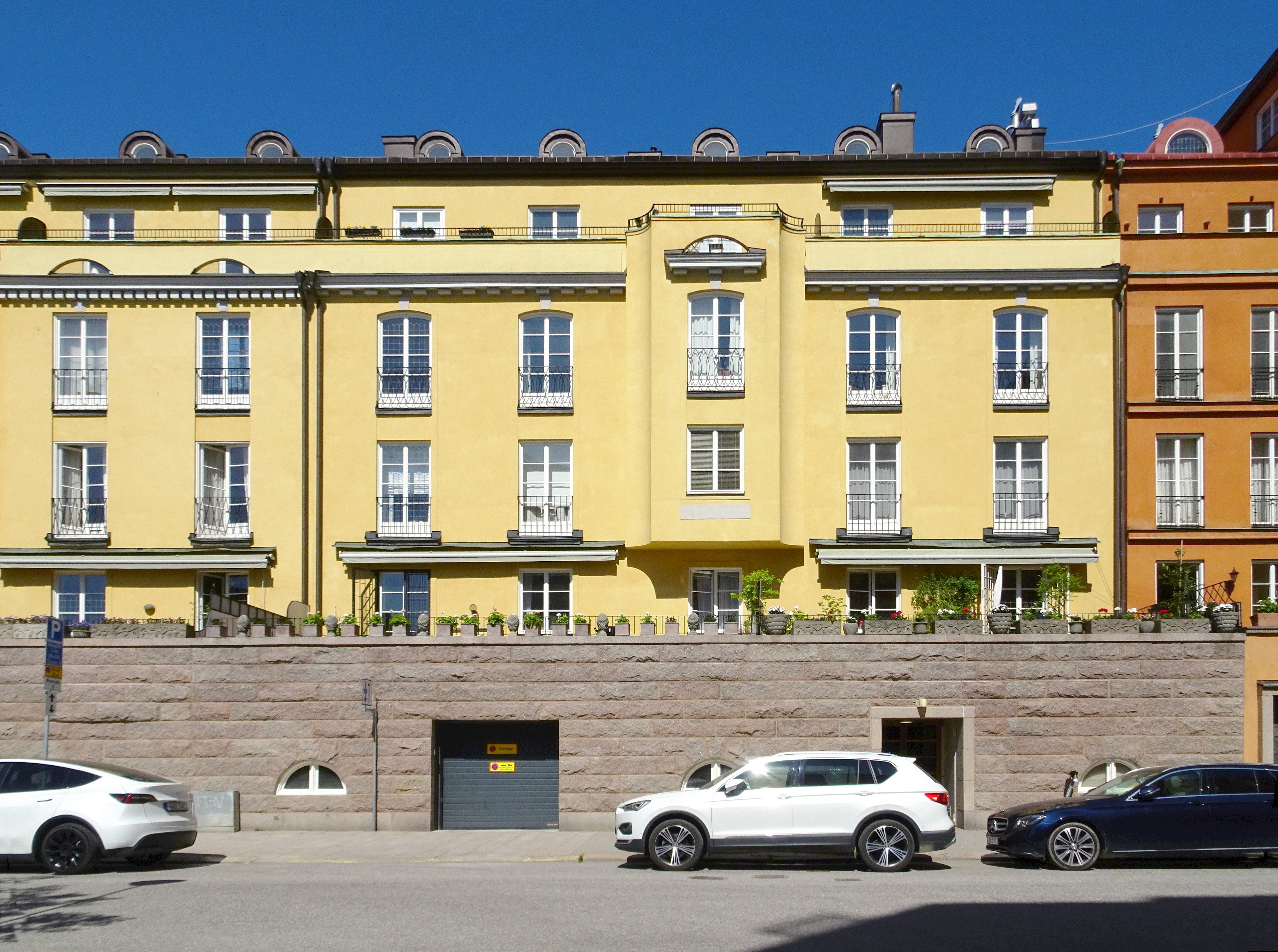
Hornblåsaren 29, Ulrikagatan 9.

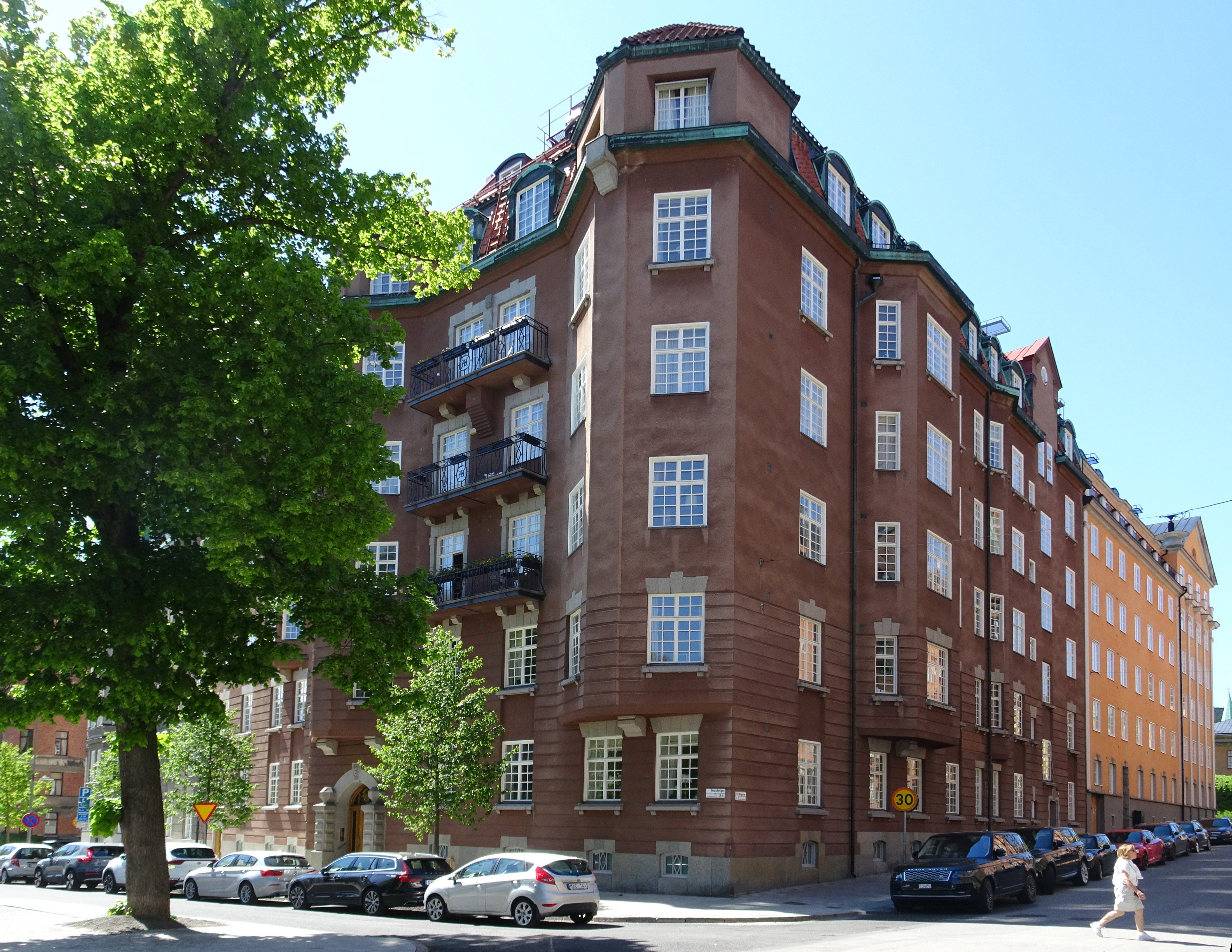
Gardisten 3, Ulrikagatan / Strandvägen.

Ulrikagatan är en gata på Östermalm i Stockholms innerstad, med sträckning från Strandvägen till Fredrikshovsgatan.

## Historik
Gatan har fått sitt namn efter Lovisa Ulrika, kung Adolf Fredriks maka, som var ägare av Fredrikshov 1770, då hon var änkedrottning. Hon bodde där tillsammans med dottern Sofia Albertina. Ytterligare en gata är uppkallat efter henne: Lovisagatan, som är en tvärgatan till Ulrikagatan. De anlades strax efter sekelskiftet 1900 när Fredrikshovsområdet stadsplanerades. Gatan är framför allt känd för sin 1920-talsbebyggelse i en enkel klassicistisk stil med sparsam dekor, där vissa lägenheter har stora terrasser med utsikt över Fredrikshovs slott och Oscarskyrkan.

### Intressanta byggnader vid gatan
- Nr 1–3: Hornblåsaren 34
- Nr 7–9: Hornblåsaren 29 och 30
- Nr 6X: Fredrikshovs slott
- Nr 6: Gardisten 3
- Nr 11: Hornblåsaren 15
- Nr 15: Hornblåsaren 7